# سامالجولار (متروی استانبول)
سامالجولار (ترکی استانبولی: Sağmalcılar) یکی از ایستگاه‌های خط ام۱ متروی استانبول است.
این ایستگاه که در مرکز منطقه بایرام پاشا قرار دارد در سال ۱۹۸۹ تاسیس شده‌است.